# يوسف المطرف
يوسف المطرف (10 نوفمبر 1961  - 23 فبراير 2002 ) مغني كويتي شعبي راحل، اشتهر بغناءه العدنيات.

## سيرته الذاتية
هو يوسف مطرف محمد عبد الله المنيس ولد في 10 نوفمبر 1961 كان يهوي الغناء ومولعا بآلة العود منذ الصغر، تزوج وطلق ولديه ولد واحد اسمه مطرف، اصدر له القليل من الالبومات الغنائية وأكثر اغانيه جلسات خاصة وهي من الفن العدني وأكثر محبيه من الشباب توفي في شقته بمنطقة حولي اثر حادث حريق بالتماس كهربائي كما نشرت الصحف الكويتية وكان في ثاني أيام عيد الاضحى عن عمر يناهز ال 41.
وتأثر يوسف المطرف بالفن العدني كثيرا في بداياته وبمطربين عدنيين سبقوه بالغناء وسطع نجمهم بهذا الفن مثل راشد الحملي، حمد سنان، محمد جمعه خان وغيرهم الكثير ولذلك كان يتقن غناء الاغاني العدنيه «الحضرميه كما يسمونها أهل اليمن» واشتهر اتقانه هذا اللون من الفن ابتداء من نهاية السبعينات عندما كان شابا يافعا إلى أن أصدر أول ألبوم له سنة 1980 بالتعاون مع ناصر بشاره حيث هو من كتب ولحن جميع أغاني الألبوم وكان باسم «راح الأمل»، ولقى ذلك الألبوم صدى وردة فعل جيدة بين مستمعيه. ثم بعدها بسنة تقريبا أصدر ألبوم ثاني بالتعاون مع كلا الأخوين ناصر وعدنان بشارة لإصدار ألبومه الثاني وكان باسم «يانور العين» وكان سنة 1982 ولقى هذا الألبوم نجاح كبير وبدأ يوسف المطرف بتكوين قاعده جماهيريه له بين مستمعي أغانيه واكثرهم من الشباب. وبعد ذلك توالت ألبوماته إلا أنه توقف فترة من الزمن قاربت الأربع سنوات لوفاة أبيه «مطرف»، ولكن عاد واصدر ألبوم بعد أربع سنوات في سنة 1985
باسم «يا عالم السر» وقد كان من أكثر ألبوماته الغنائية نجاحا. وقد أصدر يوسف المطرف 14 ألبوم غنائي طوال مشواره الفني، وكان آخرها ألبوم باسم «قالت أبي أنسى» سنة 1998. ومن بين ألبوماته أصدر يوسف المطرف ألبومين ببداية التسعينات وقد تمحورت مواضيعهم حول التعبير عن فرحة شعب الكويت بتحريرها من الغزو العراقي.. وتميز يوسف المطرف بغناء الاغاني الكلاسيكيه المكبلهه ذات اللحن العاطفي المتبدل.. وطبعا كان ملقب بـ سفير الشجن..

## ظهوره على الساحة الفنية
ظهر على الساحة الفنية بالثمانينات وكانت بدايته الفعليه في عام 1980 وكان أول البوم له وهو بعنوان راح الأمل، لم يكن ظهور يوسف المطرف متميزا في الفيديو كليب لقلة الدعم وكان الفنان يوسف المطرف لا يحرص على الظهور في الفيديو كليب إلا قليلا، وكان ظهوره في الجلسات والاغاني العدنيه بشكل كبير جدا لشعبية هذا الفن لدى الشباب في ذاك الوقت حيث قام الفنان يوسف المطرف بغناء أكثر من 9358 أغنية طيلة مشواره في الجلسات والاغاني العدنيه ومن أشهر من لازم المطرف في حياته هما جمال الراشد وعمر الكندري.

## السرقات التي تعرض لها
سرقات كثيرة تعرض لها يوسف المطرف بالإلحان أو الألوان التي يقدمها، وأشهر عمل ولحن تمت سرقته من أعمال يوسف المطرف هو
عمل (لاتساليني ليه)

## أشهر اغانيه
- يا نور العين
- اعز الناس
- خدعني حبيبي
- راح الأمل
- قالت ابي انسى
- اسألوها
- ليش يا ظالم
- متى القاك
- يا هاجر
- ياعالم السر. كلمات: صلاح سليمان بوكحيل
- جائت تقول
- حبيبة خاطري
- الوصل أحيانا. كلمات: صلاح سليمان بوكحيل
- فرقونا العواذل
- تسألني حيرانه
- سميت حبي تسليه
- شفتك بعين
- الله عظيم. كلمات: صلاح سليمان بوكحيل
- يا ظبي ريم. كلمات: صلاح سليمان بوكحيل
- جوهره. كلمات: صلاح سليمان بوكحيل
- سنين خالي. كلمات: صلاح سليمان بوكحيل
- مجمول. كلمات: صلاح سليمان بوكحيل
- شيللاه (برق ومر). كلمات: صلاح سليمان بوكحيل

والكثير منهم